# Pianta sempreverde
In botanica si chiamano piante sempreverdi quelle piante che, contrariamente alle caducifoglie, non perdono mai tutte le foglie. Nei climi temperati, le sempreverdi permangono con la chioma anche durante la stagione avversa, che generalmente è l'inverno. Sono normalmente, alberi e arbusti o cespugli. La caduta fogliare ed il conseguente rinnovo avvengono gradualmente, di norma durante la formazione delle gemme; le foglie possono persistere funzionali sulla pianta per più anni, per un numero diverso a seconda della specie, ma comunque con il tempo vengono rinnovate.

## Caratteristiche

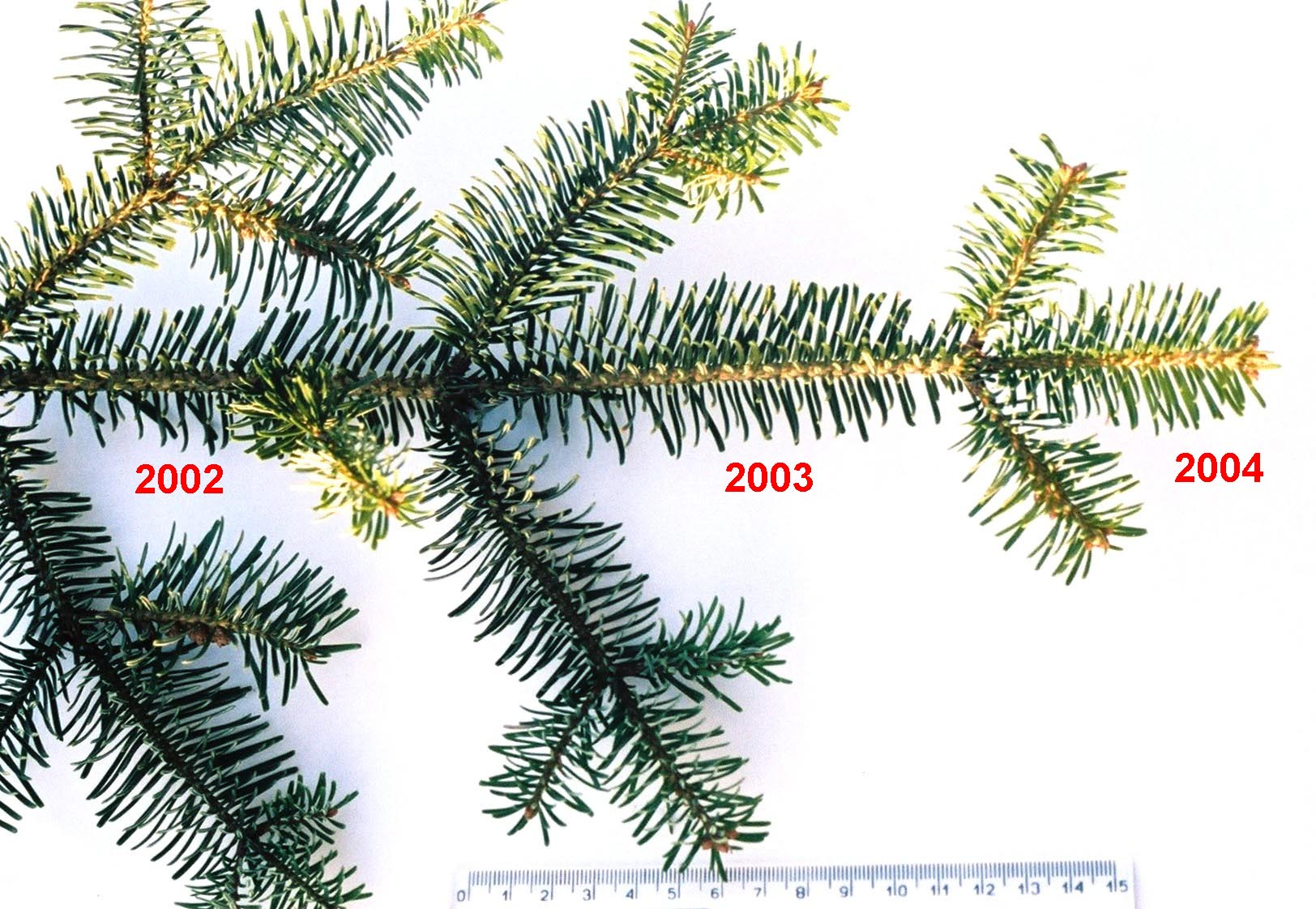
Un rametto di abete bianco: compresenza di foglie di tre anni successivi

I sempreverdi sono comuni, spesso prevalenti, nei climi tropicali umidi oppure nei climi freddi, dove, per motivi opposti, la persistenza delle foglie non mette in pericolo la sopravvivenza della pianta; inoltre sono sempreverdi molte specie tipiche della macchia mediterranea.
Tra le conifere, l'unica aghifoglia a rimanere senza foglie durante l'inverno è il larice, che infatti per questo motivo è una caducifoglia.
Alcune specie hanno comportamenti diversi a seconda se vivono in ambienti caldi o freddi.
Molte specie latifoglie, ossia a lamina ampia (contrapposte ad aghifoglie), sono sempreverdi come l'ulivo (presente in gran parte dell'Italia), la sughera, il leccio, il mirto, l'alloro, il corbezzolo, il carrubo, il brugo, l'erica, ecc...

### Minacce
Una delle principali minacce per gli alberi sempreverdi è il fungo Rhizosphaera kalkhoffii, che fa apparire gli aghi comunemente verdi di colore marrone o viola. Questa malattia è chiamata malattia da ago ed è diffusa nel Minnesota e in altri stati degli Stati Uniti. È stato scoperto che l'infezione da ago si verifica a una temperatura media di 25 gradi Celsius. Alcuni alberi sono infatti resistenti alla malattia, come la Picea abies o la Picea glauca, mentre altri come il Peccio del Colorado (Pica pungent) sono estremamente a rischio di contrarre la patologia.

### Piante semi-sempreverdi
Semi-decidua o semi-sempreverde è un termine botanico che si riferisce a piante che perdono il fogliame per un periodo molto breve, quando le foglie vecchie cadono e inizia la crescita di nuove foglie. Questo fenomeno si verifica in specie legnose tropicali e subtropicali, ad esempio nella Dipteryx odorata. Semi-decidui o semi-sempreverdi possono anche descrivere alcuni alberi, cespugli o piante che normalmente perdono solo parte del fogliame in autunno/inverno o durante la stagione secca, ma potrebbero perdere tutte le foglie in maniera simile alle caducifoglie in un autunno/inverno particolarmente freddo o in una stagione secca di grave siccità.

## Tipologie
| Famiglia                 | Esempio                                                     | Immagine |
| ------------------------ | ----------------------------------------------------------- | -------- |
| Araucariaceae            | Kauri                                                       |          |
| Cupressaceae             | Sequoia                                                     |          |
| Pinaceae                 | Pino                                                        |          |
| Podocarpaceae            | Podocarpus latifolius                                       |          |
| Taxaceae                 | Tasso                                                       |          |
| Cyatheaceae              | Sphaeropteris cooperi                                       |          |
| Aquifoliaceae            | Agrifoglio                                                  |          |
| Fagaceae                 | Quercus geminata                                            |          |
| Oleaceae                 | Fraxinus                                                    |          |
| Mirtacee                 | Eucalipto                                                   |          |
| Arecaceae                | Noce di cocco                                               |          |
| Lauraceae                | Alloro                                                      |          |
| Magnoliaceae             | Magnolia grandiflora                                        |          |
| Cycadaceae               | Cycas rumphii                                               |          |
| Sciadopitys verticillata | Unico in quanto ha una sua famiglia di cui è l'unica specie |          |